# Los Alcázares
Los Alcázares è un comune spagnolo di 16 138 abitanti situato nella comunità autonoma di Murcia.
Nel dicembre 1930 fu tra le tappe della Crociera aerea transatlantica Italia-Brasile, la prima delle due trasvolate atlantiche di massa organizzate da Italo Balbo.